# 銀河銀河団カタログ
銀河銀河団カタログ（Catalogue of Galaxies and of Clusters of Galaxies 、略称CGCG）は、銀河と銀河団の天体カタログである。フリッツ・ツビッキーによって1961年から1968年にかけて作成された。29,418個の銀河と9,134個の銀河団が含まれる。

## ギャラリー

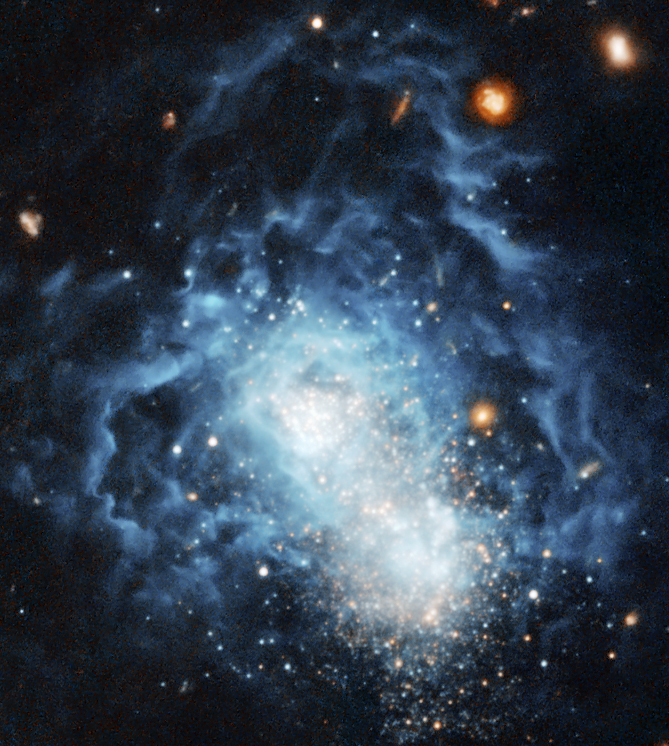
I Zwicky 18
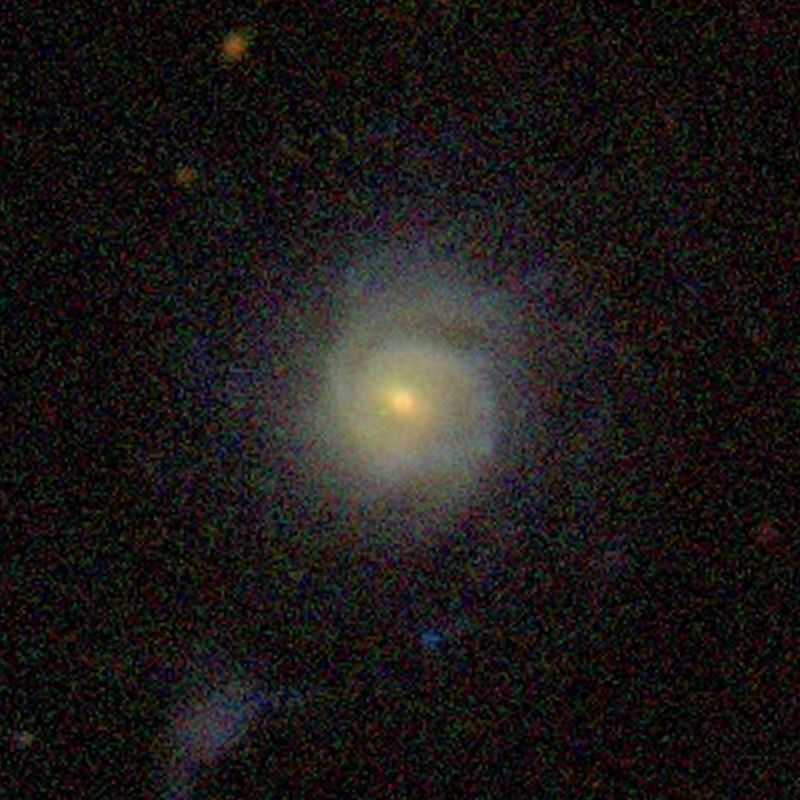
I Zwicky 32, りょうけん座のフェイスオン銀河
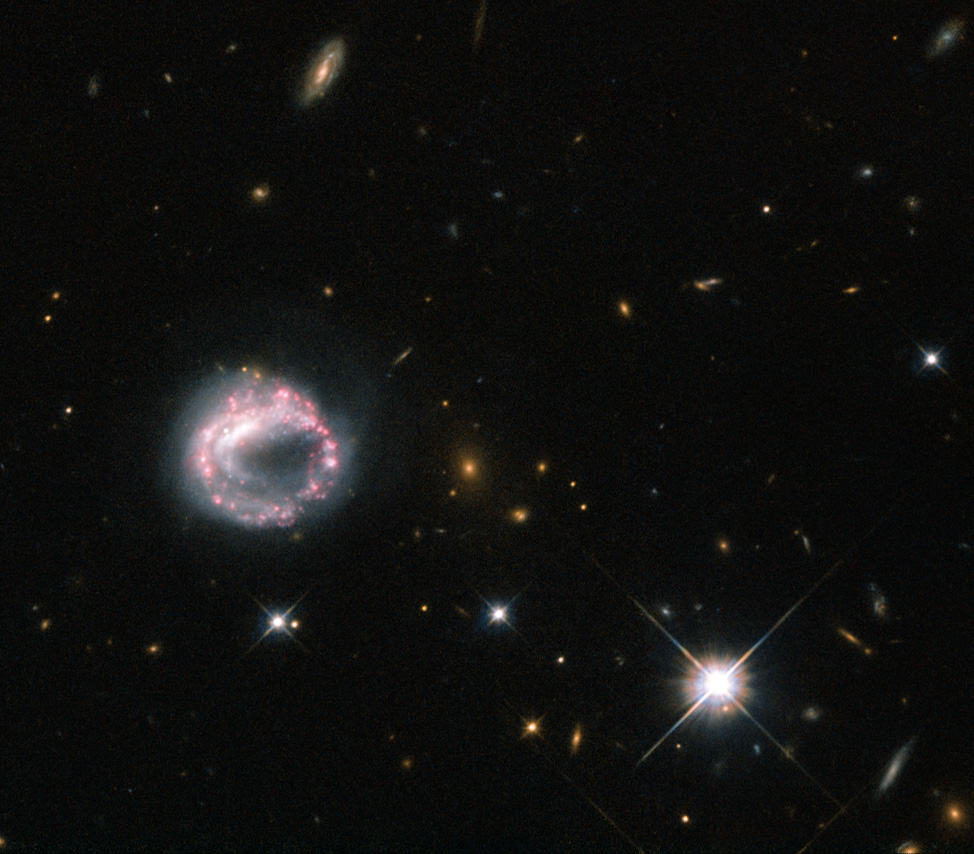
環状銀河 II Zwicky 28